# Kamaile Hiapo
Kamaile Hiapo (Las Vegas, 5 ottobre 2000) è una pallavolista statunitense, libero delle San Diego Mojo.

## Carriera

### Club
La carriera di Kamaile Hiapo inizia nei tornei scolastici dell'Arizona, giocando per la Skyline HS. In seguito gioca a livello universitario, disimpegnando in NCAA Division I dal 2019 al 2022 con la Arizona, prima di trasferirsi nel 2023 alla Brigham Young.
Fa il suo esordio da professionista con le Atlanta Vibe nella Pro Volleyball Federation 2024, mentre nell'edizione seguente del torneo si trasferisce alle San Diego Mojo.